# ダイアン・ソイヤー
リラ・ダイアン・ソイヤー（Lila Diane Sawyer、1945年12月22日 - ）は、アメリカ合衆国のジャーナリスト。2009年からABCニュースのメインニュース番組であるABCワールド・ニュースのアンカーを務めた。

## 教育
ソイヤーはケンタッキー州のグラスゴーで小学校教師のジーン・W・ソイヤーと判事のエルボン・パワーズ・トム・ソイヤーの間に生まれた。彼女が生まれてすぐに家族は同州のルイビルに移った。共和党員であった父はこの町において有力な政治家、コミュニティの指導者となったが、ジェファーソン郡の首長を務めていた1969年に自動車事故で死去した。ルイビルのフレイズ・ヒルにある公園は彼の名を記念し命名されている。
ソイヤーはルイビルのセネカ高校を卒業した。在学中は学内の新聞の主筆を務め、様々な芸術活動に取り組んだ。1963年にはケンタッキー州代表として美人コンテスト兼奨学金審査であるアメリカズ・ジュニア・ミスを獲得し、ニューヨーク世界博ではコカ・コーラのパヴィリオンでガイドを務めている。
マサチューセッツのウェルズリー大学で文学を専攻し1967年に卒業した。ここで彼女はアカペラグループに所属していた。ルイビル大学で1セメスターだけ法学を履修した後にジャーナリズムを志すようになった。

## キャリア
短期間ルイビルの地方テレビ局に勤めた後、1970年にはリチャード・ニクソン政権下のホワイトハウス報道官であったロン・ジーグラーの元で働き始めた。ウォーターゲート事件によるニクソンの辞任後のジェラルド・R・フォード政権でも1975年まで働き、その後はニクソンの私的なアシスタントとして1978年に出版された回想録の執筆を手伝った。1977年にデイヴィッド・フロストにより行われた有名なニクソンのインタビューの準備にもかかわった。
ソイヤーはウォーターゲート事件の際にワシントン・ポスト紙のボブ・ウッドワードに内部情報を漏えいし、大きな役割を果たしたディープ・スロートではないかと疑われたことがある。ニクソンと親しく最後まで彼を擁護していたラビのバラク・コルフは死の床でのインタビューでソイヤーを名指ししていた。2005年になってFBIの副長官であったマーク・フェルトが名乗り出るまで多くの関係者の名前が出たが、6人の他の「容疑者」と共にウッドワードから否定するコメントを得ている。
1978年にソイヤーはCBSニュースと契約した。政治担当記者として働いた後に1981年にビル・カーティスとともにCBSモーニングニュースのアンカーに起用された。1984年には60 Minutesの記者となりその後5年間同職を務めた。
1989年にソイヤーはABCニュースに移籍し、サム・ドナルドソンなどとプライムタイム・ライブや20/20などのニュース番組でアンカーを務め、1999年にモーニング・ニュースに戻った。
2010年1月にチャールズ・ギブソンの後任としてABCワールド・ニュースのアンカーとして契約した。アメリカの主要ニュース番組3つのアンカーのうち2人が女性となることになった。他の女性アンカーはCBSイブニング・ニュースのケイティ・コーリック（〜2011年5月まで）、残りの男性アンカーはNBCナイトリーニュースのブライアン・ウィリアムズである。ソイヤーの就任後ABCワールド・ニュースの視聴率は好転し現在トップのNBCナイトリーニュースを脅かすまでになっている。1日の番組の最後の一言は"I'll see you right back here tomorrow night"（それでは明日の夜お目にかかりましょう）である。2014年8月一杯でABCニュースのニュースアンカーを降板した。

### 履歴
- 1967–1970: WLKY-TV ニュース・レポーター、天気予報担当
- 1970–1974: ホワイトハウス 報道官付属
- 1974–1978: 元大統領リチャード・ニクソンの文筆担当アシスタント
- 1981–1984: CBSモーニングニュース アンカー
- 1984–1989: 60 Minutes コレスポンダント[8][9]
- 1989–1998, 2000年から: プライムタイム・ライブ 共同アンカー[8][9]
- 1998–2000: 20/20共同アンカー[9]
- 1999: グッド・モーニング・アメリカ 共同アンカー[8]
- 2009 – 2014: ABCワールド・ニュース アンカー[5][7]

### 評価
2001年にレディーズ・ホーム・ジャーナルによりアメリカにおけるもっとも力のある女性30人に選ばれた。2007年のフォーブズ・マガジンMost Powerful Womenのリストでは62位に入った。2009年の記事A Hidden America: Children of the Mountains.に対する ピーボディ賞をはじめ多くの賞を受賞している。

## 私生活
1988年4月に映画監督のマイク・ニコルズと結婚した。自身の子供はいないが、ニコラスは3人の先妻との間にそれぞれ1人ずつ子供がいる。結婚前にはニクソンの側近であったフランク・ガノンや外交官のリチャード・ホルブルックとの付き合いがあった。フォーブスによると2005年のソイヤーの年収は1200万ドルである。

## 参照
1. ↑  “Diane Sawyer Biography (1955?-)”.   filmreference.com. 2009年9月17日閲覧。
2. ↑  Sherr, Lynn (December 6, 2008).  "Diane Sawyer on Fact vs. Fiction in Frost/Nixon — The Good Morning America Host—Who Worked for Richard Nixon at the Time of His Interview with David Frost—Talks with The Daily Beast about Her Memories of Her Ex-Boss.". Blog at The Daily Beast.  Accessed December 12, 2009.
3. ↑  Carlin, John (1995年6月28日). “Dying Rabbi 'Names' Watergate's 'Deep Throat'”. FindArticles (The Independent) 2014年1月25日閲覧。
4. ↑  Staff writer (2002年6月17日). “Just Who is Deep Throat?”. CNN.  オリジナルの2010年3月1日時点におけるアーカイブ。 2009年12月12日閲覧。
5. 1 2  Stelter, Brian; Carter, Bill (2009年12月1日). “ABC Plans Low-Key Handoff for ‘World News’”. Blog at The New York Times 2009年12月12日閲覧。
6. ↑  Bauder, David (2009年9月2日). “Sawyer to Take Over as Anchor of ABC Evening News”. The Associated Press via Yahoo! News.  オリジナルの2009年9月9日時点におけるアーカイブ。 2009年9月16日閲覧。
7. 1 2  “ABCのダイアン・ソイヤー氏降板―夜のアンカーから女性消える”.   ウォール・ストリート・ジャーナル（日本版）. 2014年9月1日閲覧。
8. 1 2 3  Staff writer (April 26, 2007). "Diane Sawyer's Biography — Anchor, Good Morning America.  ABC News.  Accessed December 12, 2009.
9. 1 2 3  Staff writer (undated).  "Diane Sawyer". Internet Movie Database.  Accessed December 12, 2009.
10. ↑  COMPLETE LIST OF RECIPIENTS OF THE 69th ANNUAL PEABODY AWARDS Archived 2010年4月3日, at the Wayback Machine.
11. ↑  Howard, Margo (1984年11月5日). “60 Minutes' Newest Correspondent, Diane Sawyer — It Doesn't Take America's No. 1 Ex-Weathergirl to Know That the Wind Is Blowing Onward and Upward for 60 Minutes' Newest Correspondent”. People 2009年12月12日閲覧。
12. ↑  Forbes. http://www.forbes.com/lists/2006/53/AU0O.html